# Klaus Maria Brandauer
Klaus Maria Brandauer ( [klaʊ̯s maˈʀiːa ˈbʀandaʊ̯ɐ] (ajuda·info); Bad Aussee, Steiermark, Áustria, 22 de junho de 1943) é um ator e diretor de cinema austríaco.
Brandauer já representou em quatro línguas: alemão, húngaro, inglês e francês.

## Filmografia selecionada
- "Vercingétorix", Júlio César, 2001, com Christopher Lambert, Max von Sydow
- "Cyrano von Bergerac", Cyrano de Bergerac, 2000, Direção: Sven Eric Bechtolf
- "Rembrandt", Rembrandt van Rijn, 1999
- "Mario und der Zauberer", Direção e Cipolla, 1994, com Julian Sands, Elisabeth Trissenaar
- "White Fang", Alex, 1991
- "Becoming Colette", Henri Gauthier-Villars, 1991,
- "A Casa da Rússia", Dante, 1990, com Sean Connery, Michelle Pfeiffer, Roy Scheider
- "Georg Elser - Einer aus Deutschland", Direção e Georg Elser, 1989
- "Das Spinnennetz", Benjamin Lenz, 1989, Direção: Bernhard Wicki
- "Hanussen", Klaus Schneider/Erik Jan Hanussen 1988, Direção: István Szabó
- "Streets of Gold", Alek Neuman, 1986
- "Out of Africa", Barão Bror Blixen-Finecke, 1985, Direção: Sydney Pollack, com Meryl Streep, Robert Redford
- "Oberst Redl", Oberst Alfred Redl, 1985, Direção: István Szabó, com Armin Mueller-Stahl, Gudrun Landgrebe
- "James Bond 007 - Never say never again", Maximilian Largo, 1983, com Sean Connery, Max von Sydow, Edward Fox, Barbara Carrera, Kim Basinger
- "Mephisto", Hendrik Höfgen, 1981, Direção: István Szabó, Oscar de melhor filme estrangeiro em 1981
- "Was Ihr wollt", 1973, Direção: Otto Schenk
- "The Salzburg Connection", Johann Kronsteiner, 1972